# تفجير هارودز
يشير تفجير هارودز إلى السيارة المفخخة التي انفجرت خارج متجر هارودز في وسط لندن يوم السبت 17 ديسمبر 1983. قام أفراد من الجيش الجمهوري الأيرلندي بزرع القنبلة الموقوتة وأرسلوا تحذيراً قبل 37 دقيقة من انفجارها، لكن لم يتم إخلاء المنطقة. أسفر الانفجار عن مقتل ثلاثة من ضباط الشرطة وثلاثة مدنيين، وإصابة 90 شخصًا، وإلحاق أضرار جسيمة. وزعم مجلس الجيش الجمهوري أنه لم يأذن بالهجوم وأعرب عن أسفه لسقوط ضحايا مدنيين. بعد القصف، حوّل الجيش الجمهوري الأيرلندي تركيزه نحو الهجمات على الأهداف العسكرية في البر الرئيسي.
كان هارودز هدفا لتفجيرات أخرى للجيش الجمهوري الإيرلندي. في 18 آب / أغسطس 1973، انفجرت قنبلتان ناريتان مما تسبب في أضرار طفيفة. مرة أخرى في 21 ديسمبر 1974، تم وضع قنبلة نارية أخرى في الركن الشمالي الشرقي من الطابق الأول. كان هناك تحذير قصير جدًا وكان المتجر في طور التنظيف عندما انفجرت القنبلة. كانت قنبلة 1974 من عمل عصابة شارع بالكومب الشهيرة التي نفذت أيضًا تفجيرات بارزة في نايتسبريدج وبيكاديللي وأكسفورد ستريت ووولويتش والعديد من المواقع الأخرى في لندن وسري. وكان المتجر أيضًا هدفًا لقنبلة أصغر بكثير من قبل الجيش الجمهوري الأيرلندي بعد عشر سنوات تقريبًا، في يناير 1993، مما أدى إلى إصابة أربعة أشخاص (انظر تفجير هارودز 1993)..

## نظرة عامة
منذ عام 1973 نفذ الجيش الجمهوري الأيرلندي موجات من الهجمات بالقنابل على أهداف تجارية في لندن وأماكن أخرى في إنجلترا كجزء من «الحرب الاقتصادية». كان الهدف هو الإضرار بالاقتصاد والتسبب في اضطراب، مما سيضغط على الحكومة البريطانية للانسحاب من أيرلندا الشمالية. كان هارودز -وهو متجر كبير وراقٍ في حي نايتسبريدج الراقي بالقرب من قصر باكنغهام- قد استهدف من قبل الجيش الجمهوري الأيرلندي. في 10 ديسمبر 1983، نفذ الجيش الجمهوري الأيرلندي أول هجوم له في لندن عندما انفجرت قنبلة في ثكنة المدفعية الملكية، مما أدى إلى إصابة ثلاثة جنود بريطانيين.
بعد أسبوع واحد، بعد ظهر يوم 17 ديسمبر / كانون الأول، أوقف أعضاء الجيش الجمهوري الإيرلندي سيارة مفخخة بالقرب من المدخل الجانبي لمتجر هارودز، في شارع هانز كريسنت. احتوت القنبلة على 25 إلى 30 رطل (14 كـغ) من المتفجرات وتم تفجيرها بواسطة جهاز توقيت. تم تركها في سيارة صالون زرقاء أوستن 1300 جي تي ذات الأبواب الأربعة عام 1972. في الساعة 12:44، اتصل رجل يستخدم شيفرة للجيش الجمهوري الأيرلندي بفرع وسط لندن لمؤسسة السامريون الخيرية. قال المتصل إن هناك سيارة مفخخة خارج متجر هارودز وقنبلة أخرى داخل هارودز، وأعطى لوحة تسجيل السيارة. وبحسب الشرطة، لم يذكر أي وصف آخر للسيارة.
انفجرت القنبلة في حوالي الساعة 13:21، عندما اقترب أربعة من ضباط الشرطة في سيارة وضابط على الأقدام وسائق كلاب شرطة بالقرب من السيارة المشتبه بها. قُتل ستة أشخاص (ثلاثة ضباط وثلاثة من المارة) وأصيب 90 آخرون، بينهم 14 شرطياً. دمر الانفجار 24 سيارة وجميع الطوابق الخمسة على جانب هارودز، مما أدى إلى تساقط الزجاج في الشارع. استوعبت سيارة الشرطة معظم الانفجار، ومن المحتمل أن يكون هذا منع وقوع المزيد من الضحايا.
وقتل خمسة اشخاص في مكان التفجير وتوفي سادس في وقت لاحق في المستشفى. كان المارة الذين لقوا حتفهم هم فيليب جيديس (24 عامًا)، وهو صحفي سمع بالإنذار وذهب إلى مكان الحادث؛  ياسمين كوكران باتريك (25)؛ وكينيث سالفيسن (28) مواطن أمريكي. وكان ضباط شرطة العاصمة الذين قتلوا هم الرقيب نويل لين (28) والشرطي جين أربوثنوت (22). توفي الضابط الثالث، المفتش ستيفن دود (34)، في المستشفى متأثراً بجراحه في 24 ديسمبر / كانون الأول. نجا الشرطي جون جوردون، لكنه فقد ساقيه وجزء من يده في الانفجار.
في وقت وقوع الانفجار، أطلق الجيش الجمهوري الأيرلندي نداء تحذير ثان. قال المتصل إنه تم ترك قنبلة في متجر سي أند أي في الطرف الشرقي من شارع أكسفورد. قامت الشرطة بتطهير المنطقة وطوقتها ولكن تبين عدم صحة هذا الادعاء. في أعقاب الهجوم، تم تجنيد المئات من فرق الشرطة والقنابل المتنقلة الإضافية في لندن. أفاد أليك كرادوك، رئيس هارودز، أن مليون جنيه إسترليني من المبيعات قد فقدت نتيجة للتفجير. على الرغم من الأضرار، أعيد افتتاح محلات هارودز بعد ثلاثة أيام، معلنة أنها لن «تهزم من خلال الأعمال الإرهابية». قام دينيس تاتشر، زوج رئيسة الوزراء البريطانية مارغريت تاتشر بزيارة المتجر وقال للصحفيين «لن يمنعني أي إيرلندي ملعون من الذهاب إلى هناك».

### استجابة الجيش الجمهوري الايرلندي
ألحق القصف أضرارًا بالغة بدعم الجيش الجمهوري الإيرلندي بسبب سقوط قتلى وجرحى من المدنيين. في بيان صدر في اليوم التالي، اعترف مجلس الجيش الجمهوري الإيرلندي بأن أعضاء الجيش قد زرعوا القنبلة، لكنه زعم أنه لم يأذن بالهجوم: 
 لم يكن التفجير مأذون به من قبل الجيش الجمهوري الأيرلندي. لقد اتخذنا خطوات فورية لضمان عدم تكرار هذا النوع من العمليات مرة أخرى. أعطى المتطوعون المعنيون تحذيرًا محددًا مدته 40 دقيقة، والذي كان ينبغي أن يكون كافياً. ولكن بسبب عدم كفاءة أو فشل شرطة العاصمة، التي تفاخرت بمعرفة مسبقة بنشاط الجيش الجمهوري الأيرلندي، فإن هذا التحذير لم ينتج عنه إخلاء. نحن نأسف لسقوط ضحايا مدنيين، على الرغم من رفض تعبيرنا عن التعاطف. أخيرًا، نذكر الحكومة البريطانية أنه طالما حافظوا على سيطرتهم على أي جزء من أيرلندا، فإن الجيش الجمهوري الأيرلندي سيستمر في العمل في بريطانيا. 
 وعلق ليون بريتان، وزير الداخلية، قائلاً: «إن طبيعة المنظمة الإرهابية هي أن من هم فيها ليسوا تحت سيطرة منضبطة». في كتابه «الجيش الجمهوري الأيرلندي في إنجلترا»، يقول المؤلف جاري ماكجلادري إن القصف أوضح إحدى المشكلات التي يعاني منها نظام خلايا الجيش الجمهوري الإيرلندي، حيث يمكن للوحدات «أن تصبح مستقلة فعليًا عن بقية المنظمة وتعمل وفقًا لتقديرها الخاص». اعتمد الجيش الجمهوري الإيرلندي هذا النظام في أواخر السبعينيات.

### النصب التذكارية
يوجد نصب تذكاري في موقع الانفجار. تُمنح الجوائز السنوية على شرف فيليب جيديس للصحفيين الطموحين الملتحقين بجامعة أكسفورد. كإحياء ذكرى أخرى، يتم إلقاء محاضرة فيليب جيديس التذكارية كل عام حول موضوع مستقبل الصحافة من قبل صحفي بارز.

## روابط خارجية
- روايات شهود الحدث على بي بي سي